# Domènec Rovira der Ältere

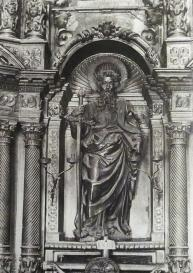
Die Figur des Sant Pau im Altar der Kirche Santa Maria del Mar in Barcelona von Domènec Rovira

Domènec Rovira (katalanisch auch Domènec Rovira el Major, * 1579 in Sant Feliu de Guíxols; † 1678/1679 in Barcelona) war ein katalanischer Bildhauer des Barock.

## Leben und Werk
Domènec Rovira betrieb bereits vor 1632 eine Bildhauerwerkstatt in Barcelona, in der er bedeutende Aufträge ausführte. Er gestaltete eine von dem Barceloneser Ritter und Mäzen Pau Ferran († 1649) gestiftete Figur des Sant Pau für die Kirche Santa Maria del Mar (1639). Er gestaltete ebenfalls die zentrale Figur des Hauptaltars für die Bonsuccés-Bruderschaft im Convent del Bonsuccés (1639, Gebäudekomplex im Stadtteil Ciutat Vella von Barcelona) und im gleichen Komplex einen mit 48 Figuren reich verzierten Tabernakel (1641). Zwischen 1644 und 1658 gestaltete er die Altäre der Roser („Rosenkranzmadonna“) von Sant Vicenç in Sant Andreu de Llavaneres, die Mare de Déu de l’Aigua („Muttergottes des Wassers“) in Vilafranca del Penedès, die Roser in Calella, einen Sant Jeroni (Heiligen Hieronymus) für das Kloster Sant Jeroni de la Murtra, den Hauptaltar von Collbató, den der Portiuncula im Kreuzgang der Franziskaner von Barcelona und einen Heiligen Franziskus in der Kathedrale von Barcelona. Er entwarf auch die Figuren für das große Altarbild von Sant Feliu de Guíxols (1657) und das von Arboç (Baix Penedès, 1670). Letzteres vollendete sein gleichnamiger Neffe Domènec Rovira der Jüngere nach dem Tod Domènec Roviras.
Als hoch angesehener Künstler seiner Zeit kämpfte er für die Autonomie seiner Zunft.